# 德涅斯特河沿岸护照
德涅斯特河沿岸护照又称德左护照，是发给德涅斯特河沿岸公民，用于国际旅行和在德涅斯特沿岸境内进行合法身份识别的证件。

## 有效性
由于德涅斯特河沿岸不被世界上大多数国家承认（除了阿布哈兹、南奥塞梯，这些国家大部分也不被承认），德涅斯特河沿岸护照不适用于前往世界上大多数国家。由于允许双重国籍，大多数受影响的人在国外旅行时有权持有摩尔多瓦、俄罗斯或乌克兰护照。

## 历史
第一本护照于2001年10月1日签发。从1990年代中期到2001年10月，除了使用苏联护照（其设计从1974年起使用，直到1991年苏联解体后失效）之外，还发给该国公民一份纸夹，以表明公民与德涅斯特河沿岸地区的联系。